# 米山治
米山 治（よねやま はる、1890年11月21日 - 1968年1月）は、日本の銀行員、作詞家。島根県出身。本名は米山 豊蔵（よねやま とよぞう）。

## 来歴
1890年（明治23年）、島根県神門郡杵築町（現在の出雲市大社町）の旧家に生まれる。1907年（明治40年）に京都市立商業実修学校を卒業し、大阪の三十四銀行へ入行。京橋、次いで神田支店長に就いた。三十四銀行は1933年（昭和8年）に鴻池・山口の両行と合併して三和銀行（現在の三菱UFJ銀行）となり、船場支店長を経て天満、朝日橋、中央市場支店長を歴任する。
定年退職後は島根へ帰郷し悠々自適の生活を送っていたが、1952年（昭和27年）のサンフランシスコ講和条約発効記念事業として島根県が懸賞募集を行った県民歌で応募作「薄紫の山脈」が宮田隆の応募作「青い空なら」と並んで準入選で採用された。「薄紫の山脈」は古関裕而の作曲により今なお歌い継がれているが、21世紀以降は3番の歌詞で県の人口を「九十万」とする歌詞が過疎化の進行により現状と乖離していることが問題視されるようになっている。
1968年1月死去。享年79（満77歳没）。